# Bayyinah Bello
Bayyinah Bello (Puerto Príncipe, Haití, 25 de marzo de 1948) es una historiadora haitiana, profesora, escritora y trabajadora humanitaria, que durante su carrera ha vivido y viajado por diferentes países de África occidental, entre ellos, Nigeria, en donde estuvo cuatro años, así como en Benín, Togo y otros estados de la región.
Es la fundadora de la organización de investigación histórica Foundation Marie-Claire Heureuse Félicité Bonheur Dessalines, conocida como Fondasyon Félicité (FF), llamada así por María Clara de Haití, primera emperadora consorte de Haití y esposa del líder revolucionario haitiano Jean-Jacques Dessalines. Debido a las consecuencias del terremoto de Haití de 2010, se estableció la organización sin ánimo de lucro Friends of Félicité para apoyar directamente a la FF, concretamente en la reconstrucción de los edificios. También es profesora de la Universidad Estatal de Haití.

## Biografía
Bayynah Bello nació el 25 de marzo de 1948 en Puerto Príncipe, Haití. Después de completar su educación primaria en Haití, viajó a Liberia cuando tenía 12 años para estar con su padre. Posteriormente estudió en Francia y en Estados Unidos, para luego volver a África, donde se estableció en Nigeria para estudiar. En Nigeria obtuvo un máster en lingüística, entre otras cualificaciones. En 1969 volvió a Estados Unidos, donde trabajó como publicista, mientras que por la tarde enseñaba francés. Después del nacimiento del primero de sus cuatro hijos (Hashim, Siddiq, Aki y Ameerah) en 1970, escribió su primera historia para niños. Al volver a Haití, dio claes en la universidad y fundó un colegio bilingüe, el Citadel International School. Posteriormente enseñó inglés y árabe en Togo.
En 1999 decidió comenzar una organización dedicada a aspectos humanitarios, sociales y educativos para ayudar a las personas de Haití. Fue llamada Fondation Marie-Claire Heureuse Félicité Bonheur Dessalines, conocida comúnmente como Fondation Félicité (FF), en honor a la primera emperatriz consorte de Haití y esposa de Jean-Jacques Dessalines, quien fue esclavo, aprendió a leer y escribir, hasta que comenzó a enseñar y trabajar por la liberación de Haití; vivió 100 años. Justo después del terremoto de Haití de 2010, la Friends of Fondation Félicité, una organización sin ánimo de lucro, se estableció para ayudar al pueblo haitiano a reconstruir su país y a recaudar fondos para proyectos establecidos en la isla.
En abril de 2014, la profesora Bello fue una de las 10 premiadas en la Gala des Femmes en Flammes, que homenajeó a las mujeres haitianas que viven y trabajan por mejorar Haití.[cita requerida] Como historiadora, imparte conferencias regularmente y participa en conferencias internacionales, en las que aborda temas haitianos. Realizó la conferencia inaugural por el mes de la historia de las mujeres en el Stanley Eugene Clark Elementary School, en Brooklyn, Nueva York.